# Max Kirmis
Max Kirmis (* 5. August 1851 in Fraustadt, Landkreis Fraustadt, Provinz Posen; † 9. Januar 1926 in Neumünster) war ein deutscher Naturwissenschaftler und Lehrer.

## Leben
Nach einem Studium der Naturwissenschaften in Breslau beabsichtigte Kirmis, Medizin zu studieren und besuchte zwei Jahre lang das katholische Gymnasium Glogau. Dann wandte er sich wieder der Physik und Chemie zu, welche er in Leipzig, Berlin und Heidelberg studierte. In Berlin war er unter der Leitung von Hermann von Helmholtz am Physikalischen Institut tätig. 1876 wurde er an der Universität Halle zum Dr. phil. promoviert mit der Schrift „Zur Wanderung der Jonen und eine neue Molecularwirkung des galvanischen Stromes“. Er arbeitete als Probandus an der Realschule 1. Ordnung in Posen und als Lehrer an der höheren landwirtschaftlichen Lehranstalt zu Hochburg in Baden, bevor er 1880 an die Realschule in Neumünster kam. Dort war er als Studienrat tätig. 1916 wurde er pensioniert. 1914 war er Mitbegründer des Städtischen Museums Neumünster, dessen Direktor er von 1914 bis 1926 war. 
Neben naturwissenschaftlichen Beiträgen publizierte Kirmis vor allem zu numismatischen Themen.

## Schriften (Auswahl)
- Zur Wanderung der Jonen und eine neue Molecularwirkung des galvanischen Stromes. Plötz, Halle a. S. 1876 (Halle-Wittenberg, Univ., Diss., 1876).
- Flora von Neumünster. Beilage zum Osterprogramm der Realschule zu Neumünster. Hieronymus, Neumünster 1883, OCLC 13788175.
- Beiträge zur Wappen- und Münzkunde Großpolens. 1 Fraustadt., Posen 1884.
- Műnzgeschichte der Stadt Fraustadt, Berlin 1885.
- Geschichte der städtischen Münze von Posen. In: Zeitschrift der Historischen Gesellschaft für die Provinz Posen, Bd. 2 (1886), S. 261–282.
- Neue Beitrȁge zur Mȕnzgeschichte der Stadt Fraustadt, Berliner Mȕnzblȁtter  No. 68 u. 69 1886, S. 645.

- Die Numismatik in der Schule. Zugleich eine Einleitung in das Studium dieser Wissenschaft. Hieronymus, Neumünster 1888.
- Chemische Winke für Numismatiker: Anleitung zur Kenntnis und zur Behandlung der Münzen. Weyl, Berlin 1890.
- Handbuch der polnischen Münzkunde. Historische Gesellschaft, Posen 1892, OCLC 753199837.
- Die Taufmedaillen. In: Die Heimat. Monatsschrift des Vereins zur Pflege der Natur- und Landeskunde in Schleswig-Holstein, Hamburg und Lübeck. Bd. 12 (1902), Heft 8, August 1902, S. 187–189 (Digitalisat).
- Münzen und Medaillen: ein Hilfsbüchlein für Freunde der Münzkunde. Velhagen und Klasing, Bielefeld und Leipzig 1906.
- Die Medaillen Schleswig-Holsteins. In: Schleswig-Holsteinischer Kunstkalender, 1912, S. 76–85 (Digitalisat).
- Das Museum der Stadt Neumünster. In: Schleswig-Holsteinisches Jahrbuch (1918/1919), S. 77f.
- Die Urgeschichte von Neumünster. Ein Beitrag zur Kulturgeschichte Holsteins. Dittmann, Neumünster 1921, OCLC 1140424009.